# Molí de Regassol
|  | Per a altres significats, vegeu «Regassol». |

El Molí de Regassol és un antic molí del poble de Riells del Fai, en el terme municipal de Bigues i Riells, al Vallès Oriental.
Està situat al nord-oest del terme i al sud-oest del poble al qual pertany. És el molí pertanyent a la masia del Regassol, al sud-oest de la qual es troba. Es troba a l'esquerra del Tenes, al nord-est i a l'altra banda del riu de Can Rector i Can Casanoves, i a ponent del Pla de Can Mas.